# Suryapet (Distrikt)
Der Distrikt Suryapet (Telugu సూర్యాపేట జిల్లా, Urdu سوریا پیٹ ضلع) ist ein Verwaltungsdistrikt im südindischen Bundesstaat Telangana. Distrikthauptstadt ist die namensgebende Stadt Suryapet.

## Geographie
Suryapet liegt im Süden Telanganas in der Dekkan-Hochebene, angrenzend an den Bundesstaat Andhra Pradesh. Die Südgrenze wird vom Fluss Krishna gebildet und die Westgrenze vom Fluss Musi, einem Zufluss des Krishna. Die angrenzenden Distrikte sind Nalgonda im Westen, Yadadri Bhuvanagiri im Nordwesten, Jangaon im Norden, Mahabubabad im Nordosten, sowie Khammam im Osten. Im Süden grenzt der Distrikt Guntur von Andhra Pradesh an.

## Geschichte

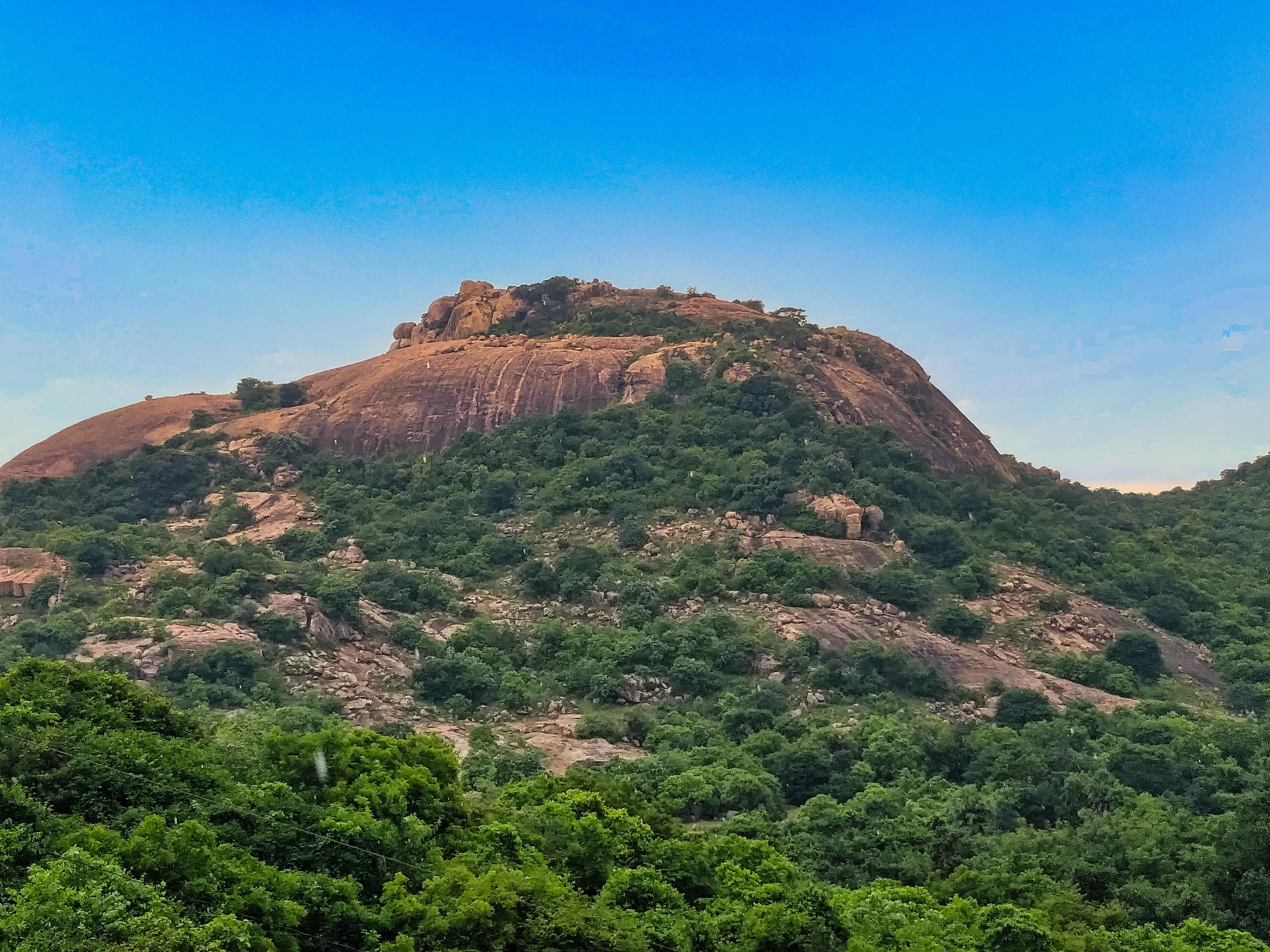
Undrugonda

Seit dem Jahr 1726 gehörte das Gebiet Telanganas zum neu entstandenen Staat Hyderabad, der ab 1800 in einem Abhängigkeitsverhältnis zur Britischen Ostindien-Kompanie (später zur britischen Krone) stand und der 1948 in das unabhängig gewordene Indien integriert wurde. 1956 kam Telangana mit dem States Reorganisation Act zum Bundesstaat Andhra Pradesh, bis es 2014 ein eigener Bundesstaat wurde. Am 11. Oktober 2016 erfolgte eine neue Distrikteinteilung, wobei 21 neue Distrikte, darunter auch Suryapet eingerichtet wurden. Der Distrikt wurde aus Teilen des alten Distrikts Nalgonda gebildet.

## Demografie
Bei der Volkszählung 2011 hatte der spätere Distrikt 1.099.560 Einwohner. Die Bevölkerungsdichte lag mit 304 Einwohnern pro km² etwa im Durchschnitt Telanganas (312 Einwohner/km²) und der Urbanisierungsgrad war mit 15,56 % gering (Durchschnitt Telanganas: 38,88 %). Das Geschlechterverhältnis war mit 550.974 Männern auf 548.586 annähernd ausgeglichen. Die Alphabetisierungsrate lag mit 64,11 % (Männer 73,39 %, Frauen 54,85 %) etwas unter dem Mittelwert Telanganas (66,54 %) und deutlich unter dem Durchschnitt Indiens (74,04 %). 18,95 % der Bevölkerung (208.326) gehörten zu den Scheduled Castes und 12,85 % (141.271) zu den Scheduled Tribes.

## Wirtschaft
Von den 561.528 im Jahr 2011 als erwerbstätig registrierten Personen waren 95.024 (19,17 %) als Bauern und 269.067 (54,27 %) als Landarbeiter tätig. Angebaut werden Baumwolle, Reis, Mais, verschiedene Gartenbaufrüchte, diverse Hülsenfrüchte, Erdnüsse, u. a.

## Besonderheiten

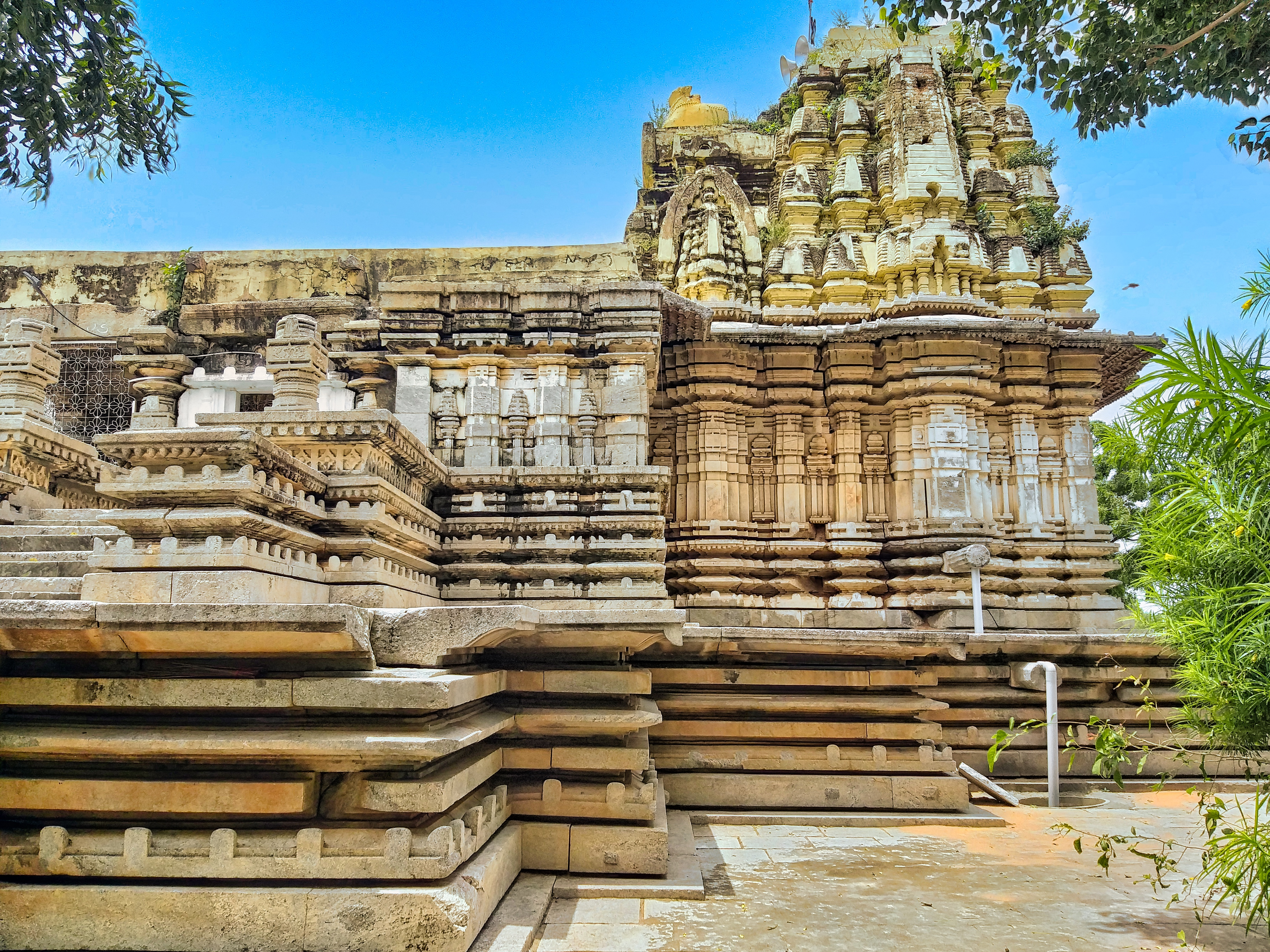
Tempel in Pillalamarri

Im Distrikt gibt es einige Shiva-Tempel, die zum Teil auf die Zeit der Kakatiya-Dynastie (12. bis 14. Jahrhundert n. Chr.) zurückgehen. Der kulturhistorisch bedeutendste Tempel aus dieser Zeit ist der Chennakeshava-Tempel im Ort Pillalamarri, in dem in den Monaten Februar bis März jährliche Tempelfeiern abgehalten werden und der zahlreiche Pilger und Touristen anzieht. Etwa 12 Kilometer von der Stadt Suryapet entfernt finden sich im Dorf Vallabhapuram die Ruinen der Bergfestung Undrugonda. Hier befindet sich auch ein vielbesuchter Tempel.